# Spiraeanthemum
Spiraeanthemum é um género botânico pertencente à família Cunoniaceae.

## Lista de espécies
Austrália
- Spiraeanthemum davidsonii F. Muell.

Nova Guiné e Ilhas Molucas
- Spiraeanthemum integrifolium Pulle
- Spiraeanthemum parvifolium Schltr.
- Spiraeanthemum pulleana Schltr.
- Spiraeanthemum reticulatum Schltr.

Ilhas Salomão, Nova Bretanha, Nova Irlanda e Bougainville
- Spiraeanthemum bougainvillense Hoogland
- Spiraeanthemum macgillivrayi Seem. subsp. kajewskii (Perry) Hoogland

Vanuatu
- Spiraeanthemum macgillivrayi Seem. subsp. macgillivrayi

Nova Caledônia
- Spiraeanthemum brongniartianum Schltr.
- Spiraeanthemum collinum (Hoogland) Pillon
- Spiraeanthemum densiflorum Brongn. & Gris
- Spiraeanthemum ellipticum Vieill. ex Pamp.
- Spiraeanthemum meridionale (Hoogland) Pillon
- Spiraeanthemum pedunculatum Schltr.
- Spiraeanthemum pubescens Pamp.

Fiji
- Spiraeanthemum graeffei Seem.
- Spiraeanthemum katakata Seem.
- Spiraeanthemum serratum Gillespie
- Spiraeanthemum vitiense A. Gray

Samoa
- Spiraeanthemum samoense A. Gray